# Maciej Czaczyk (album)
Maciej Czaczyk – debiutancki, a zarazem jedyny album w karierze polskiego wokalisty Macieja Czaczyka, wydany 4 grudnia 2012 roku nakładem wytwórni HQT Music Group w dystrybucji Universal Music Polska. 
Album zawiera jedenaście utworów, do których teksty napisał Andrzej Ignatowski, a muzykę skomponował Robert Janson.
Wydawnictwo promowane było singlami „Nie bój się”, „Dla Ciebie”, „Sam już nie wiem” oraz „Liście na wietrze”, do którego nakręcono teledysk w nietypowych miejscach Poznania, Szczecina oraz okolicach Warszawy.
Album dotarł do 73. pozycji prowadzonego przez ZPAV zestawienia miesięcznej sprzedaży Top 100.

## Lista utworów
Opracowano na podstawie materiału źródłowego.
1. „Liście na wietrze” – 2:55
2. „Z biegiem dni, z biegiem lat” – 4:06
3. „Pajęczyca” – 3:06
4. „Nie bój się” – 3:46
5. „W cieniu katedry” – 5:24
6. „Mój największy wróg” – 4:05
7. „Sam już nie wiem” – 4:12
8. „Dla Ciebie” – 3:28
9. „Uciec, ale dokąd” – 3:17
10. „Zagubieni rozbitkowie” – 3:51
11. „Edukacja” – 2:55